# Eremotylus nefertitor
Eremotylus nefertitor là một loài tò vò trong họ Ichneumonidae.